# 安倍定
安倍 定（あべ さだむ、1887年（明治20年）10月4日 - 1962年（昭和37年）3月15日）は、大日本帝国陸軍軍人。最終階級は陸軍中将。

## 経歴
大分県出身。陸軍士官学校第22期、陸軍大学校第31期卒業。1920年（大正9年）4月に陸軍歩兵大尉に進級し、1923年（大正12年）9月時点で陸軍省軍務局課員の任にあり、1924年（大正13年）9月時点で陸軍航空部附に転じた。1925年（大正14年）5月に航空兵科に転科し、同時に陸軍航空本部部員に着任し、8月には陸軍航空兵少佐に進級した。1927年（昭和2年）7月に飛行第1連隊附となり、1929年（昭和4年）8月には陸軍航空兵中佐進級と同時に陸軍航空本部附兼陸軍省軍務局課員を発令された。
1932年（昭和7年）3月に陸軍航空本部部員に転補され、1933年（昭和8年）8月1日に陸軍航空兵大佐進級と同時に飛行第4連隊長（第12師団）に着任した。1935年（昭和10年）8月1日に関東軍飛行隊附となり、12月1日に関東軍飛行集団参謀長に就任した。1937年（昭和12年）3月1日に陸軍少将進級と同時に熊谷陸軍飛行学校幹事に着任し、1938年（昭和13年）12月に陸軍航空総監部教育部長兼陸軍航空本部第1部長に転じ、1940年（昭和15年）3月に白城子陸軍飛行学校長に就任した。同年8月1日に陸軍中将に進級し、1941年（昭和16年）9月に第1飛行集団長に着任し、1942年（昭和17年）1月8日に挙行された陸軍始観兵式で安倍は司令機に搭乗し、500機の陸軍航空機を指揮した。同年4月15日に第1飛行集団が第51教育飛行師団（第1航空軍）に改称されるとそのまま師団長に就き、1943年（昭和18年）5月3日に予備役に編入された。